# Артемьев, Александр Владимирович
Александр Владимирович Арте́мьев (родился 29 августа 1985 года в Минске) — бывший американский гимнаст. Артемьев был членом сборной США на летних Олимпийских играх 2008, где завоевал бронзовую медаль. Чемпион США 2006 года в личном многоборье. Чемпион США в упражнениях на коне 2007 и 2008 годов. В 2006 году завоевал бронзовую медаль на чемпионате мира по спортивной гимнастике.

## Личная жизнь
Александр Артемьев родился 29 августа 1985 года в Минске, Белорусская ССР, СССР. Его родители — Светлана и Владимир Артемьев, тренеры, бывшие гимнасты СССР. Владимир был чемпионом 1982 года на Кубке СССР по спортивной гимнастике. Его олимпийским надеждам было не суждено сбыться в результате поддержки спортсменами бойкота летних Олимпийских игр 1984 года. В 1990 году Светлана уехала с тренером в Чили, оставив Владимира одного с сыном.
Отец и сын приехали в США в 1994 году, а в 2002 году получили гражданство. В США Артемьев Александр учился в McLain High School, которую окончил в 2003 году. В 2009 году он женился на гимнастке университета Денвера Брианне Спрингер, но развелся уже в 2011 году.

## Спортивные достижения
В 2006 году Артемьев был первым в американских национальных чемпионатах по спортивной гимнастике в многоборье, в упражнениях на коне и брусьях. Он был единственным членом американской мужской команды, завоевавшим медаль на чемпионате мира 2006 года, взяв бронзу на коне. В 2007 году на чемпионате США он занял четвёртое место в многоборье.
В 2008 году Артемьев на чемпионате США по спортивной гимнастике также стал первым в упражнениях на коне. 7 августа он был включен в состав команды США на Олимпийские игры, заменив травмированного гимнаста Моргана Хамма.
На Олимпийских играх в Пекине Артемьев завоевал бронзовую медаль в командных соревнованиях. В личном многоборье он занял второе место в упражнениях на коне с результатом в 15.525 очков.
В апреле 2009 года Артемьев в ДТП получил травму позвоночника, но продолжил тренировки, чтобы попасть в команду на чемпионат мира по спортивной гимнастике 2009. Однако не смог восстановиться для участия в чемпионате.
В 2012 году, он сказал, что примет решение после Олимпийских игр в Лондоне, сможет ли участвовать в соревнованиях на Олимпийских играх 2016, но в итоге он оставил участие соревнованиях.
В настоящее время он вместе с отцом работает тренером по спортивной гимнастике в Колорадо. США.